# 台18線
台18線（たいじゅうはちせん）は、嘉義県高鉄嘉義駅から南投県塔塔加に至る台湾省道であり、別称は「高鉄大道（こうてつだいどう）」。嘉義市から塔塔加を経て阿里山までの区間を「嘉義玉山線（かぎぎょくざんせん）」と称していた。別称は「阿里山公路（ありさんこうろ）」。この区間では、新中部横貫公路計画の一部である。
廃止前には、台18本線は花蓮県内では、卓渓郷の一部、南投県内では、信義郷の一部、かなりの区間が未開通である。全長は205.16km（未開通区間を含む）で10のタウンシップを通過する。
塔塔加 - 瓦拉米歩道口間は、2006年10月16日に廃止された。瓦拉米歩道口 - 玉里間は2007年1月9日に台30本線に編入され現存。

## 概要
- 全長：108.559Km（廃止区間・他線への編入区間を除く）
- 起点：嘉義県太保市高鉄嘉義駅
- 終点：南投県信義郷塔塔加（道路の終了及び台21線終点の相連地点）
- 経由地：

## 歴史
| 年 | 月日 | 事跡 |
| -- | ---- | ---- |

## 通過する自治体
- 嘉義県
  - 太保市

- 嘉義市
  - 西区 - 東区

- 嘉義県
  - 中埔郷 - 番路郷 - 竹崎郷 - 阿里山郷

- 南投県
  - 県界 - 信義郷塔塔加

廃止区間：
( )内は起点からの営業キロ
- 南投県
  - 信義郷塔塔加(108.559) - 県界(？)
- 花蓮県
  - 県界(？) - 卓渓郷瓦拉米歩道口(192.0)

他線への編入区間：
( )内は起点からの営業キロ
- 花蓮県
  - 卓渓郷瓦拉米歩道口(192.0) - 玉里鎮(205.16)

## 接続する道路
- 高速道路
  - 中埔IC